# Temesbanaat
Het Temesbanaat of banaat Temeswar (Roemeens: Banatul Timișoarei, Servisch: Tamiški Banat/Тамишки Банат, Hongaars: Temesi Bánság, Duits: Temescher Banat) was een kroondomein van de Habsburgse monarchie dat bestond van 1718 tot 1778. In 1778 ging het Temesbanaat bestuurlijk op in het Habsburgse koninkrijk Hongarije. Tegenwoordig maakt het gebied deel uit van het Roemeense Banaat, de Servische Vojvodina en Zuid-Oost-Hongarije. Ondanks de naam was het Temesbanaat geen banaat in de traditionele betekenis.
Het gebied werd in het noorden begrensd door de rivier de Maros, in het westen door de Tisza, in het zuidwesten door de Donau en in het oosten door de vorstendommen Zevenburgen en Walachije. Het dankt zijn naam aan de rivier de Temes die door het gebied stroomt. De hoofdstad was de stad Temeswar, het huidige Timișoara in Roemenië. De naam van deze stad betekent stad/vesting aan de Temes.

## Geschiedenis
Hoewel grote delen van het Temesbanaat zich al vóór de Vrede van Karlowitz (1699) onder de Habsburgse controle van de troepen van Eugenius van Savoye bevonden, werd in dit verdrag de Ottomaanse heerschappij over de vesting Temeswar met omliggende gebieden bevestigd. Onder andere door de Spaanse Successieoorlog (1701-1713) en Rákóczi's Opstand in Zevenburgen (1703-1711) waren de militaire middelen van de Habsburgse monarchie in die mate uitgeput tot in de jaren 1710, dat Oostenrijk het zich niet kon permitteren het eveneens tegen het Ottomaanse Rijk op te nemen.
In de Ottomaans-Venetiaanse oorlog (1714-1718) slaagde Eugenius van Savoye er uiteindelijk toch in om het Banaat te veroveren. Na de Vrede van Passarowitz (1718) verwierf het Temesbanaat de bijzondere status van kroondomein, dat rechtstreeks door de keizer en zijn ambtenaren werd bestuurd.
In 1778 werd het Temesbanaat opgeheven en in 1779 bij het eveneens Habsburgse koninkrijk Hongarije gevoegd. Het gebied werd onderverdeeld in drie comitaten:
- Krassó-Szörény
- Temes
- Torontál

Bovendien werd het zuidelijke deel van het Temesbanaat tot 1871 deel van de Militaire Grens. Van 1849 tot 1860 maakte een groot deel van het gebied deel uit van het vojvodschap Servië en Temesbanaat.

## Bevolking
Aanvankelijk was het Temesbanaat, vooral door het vertrek van de Ottomaanse bevolking, een van de minst bevolkte gebieden van Europa en telde het banaat ongeveer 20.000 bewoners, voornamelijk Serviërs. In de 18e eeuw organiseerde de keizer echter een grootschalige herbevolking van het gebied (de zogenaamde Schwabenzug), voornamelijk door Duitstalige en katholieke bevolking uit het westen van het Heilige Roomse Rijk.
In 1774 zag de bevolking van het Temesbanaat er als volgt uit:
- 220.000 Roemenen
- 100.000 Serviërs en Grieken
- 53.000 Duitsers
- 2400 Hongaren en Bulgaren
- 340 Joden